# 大きな森の小さな家
『大きな森の小さな家』（おおきなもりのちいさないえ、英: Little House in the Big Woods）は、ローラ・インガルス・ワイルダー（1867年2月7日-1957年2月10日）によって書かれ、1932 年にハーパー社から出版された自伝的児童小説である(6月にレビュー)。これはワイルダーにとって最初に出版された本であり、彼女の小説シリーズ『インガルス一家の物語』の第一作目である。この作品は、1870 年代初頭、彼女の幼少期の記憶に基づき、作者が生まれたウィスコンシン州北西部のペピン(Pepin)という町にある、大きな森の小さな家での、ローラやお姉さんの"メアリイ"、赤ちゃんの"キャリイ"、そして父さん、母さんの1年間の生活が描かれている。
現在、ペピンには丸太小屋のレプリカ"Little House Waysid"がある。ペピンの中心部にはペピン歴史博物館があり、小さな家関連のものがある。ローラ・インガルス・ワイルダー公園やペピン鉄道博物館もある。インガルス一家が居を構えたことのあるミネソタ州のウォルナット・グローブ（Walnut Grove）を通る幹線道路U.S.14は"Laura Ingalls Wilder Historic Highway"と名付けられている。

## あらすじ
この小説では、ローラが5歳のときに観察し、実践し始めた開拓者のスキルについて説明していく。このシリーズには、シリーズの後の本で取り上げられるようなより成熟した (それでも現実的な) テーマ (アメリカ先住民との紛争、深刻な病気、死、干ばつ、農作物の破壊) は含まれていない。厳しい労働が原則だが、その中にも楽しみが生まれることもよくある。
ローラは木材チップを集め、父と母が屠殺した動物の肉を保存するのを手伝う。これはすべて、来たる冬に向けての準備である。秋は庭や畑の収穫物も運ばなければいけないので、とても忙しい時期である。
その年のクリスマスにはいとこたちがやって来て、ローラは縫いぐるみ人形を受け取り、シャーロットと名付ける。その冬の終わりに、インガルス一家はインガルスおばあちゃんの家に行き、樹液を採取してメープルシロップを作る「砂糖抜き」をする。彼らは一年分のシロップをバケツに入れて家に帰る。ローラは、その砂糖抜きとその後のダンスを一生覚えていた。
それぞれの季節に仕事があり、ローラはその結果得られる良いものを魅力的にする。春には牛が子牛を産むので、牛乳、バター、チーズができる。日々の家事についても詳しく解説している。
その夏から秋にかけて、インガルス一家は再び庭と畑を作り、冬に備えて食料を蓄える。父さんは他の農家と労働力を交換して、自分の作物を時期が来たらより早く収穫できるようにしていく。
すべての仕事が農作業だったわけではない。狩猟と採集もインガルス家を養う上で重要な部分だった。父さんは狩りで森に入れば、たいていは鹿を持ち帰り、その肉を燻製にして次の冬に備えた。
ある日、彼は蜂の木に気づき、蜂蜜を集めるために洗濯桶と牛乳バケツを取りに早めに戻ってきた。冬の夜に彼が戻ってくると、ローラとメアリーはいつも彼にバイオリン(正しくは、フィドル)を弾いてくれるようにせがんだ。彼は農作業で疲れていて、夏の間は遊ぶことができなかった。冬には、彼らは家の快適さを満喫し、父のバイオリンの演奏に合わせて踊った。

## 批評
この小説（当時の価格は2ドル）は、ニューヨーク・ヘラルド・トリビューンの1932年6月12日号で詳細にレビューされた。ジェシー・ハーソールは、「この本はすべての中西部の子供たちに読まれるべきである。そして、その経験が口承継承のエコーにさえならないであろう多くの他の子供たちにも読まれるべきである。今日、この物語を真実で貴重なものとして伝えることができる人はあまりにも少ない。」 ……しかも、この物語は楽しく語られています。」結論として、「この本の構成は完全に特徴的です。ホームスパンカラーのリネンのジャケットと小さなイチゴの葉と花で三毛模様の内側のボードが描かれています。イラストはヘレン・シーウェルによるもので、木版画やダゲレオタイプを心地よく思い出させる。」2007年のオンライン世論調査に基づいて、米国全米教育協会はこの小説を「教師が選ぶ子供向けの本トップ100」の1つとして挙げた。2012年、スクール・ライブラリー・ジャーナル発行の児童小説トップ100のリストで19位にランクされ、トップ100に入った『小さなお家』シリーズの最初の3冊のうちの1冊となった 。

## 日本語訳
- 中村凪子 (訳)『大きな森の小さな家 角川文庫』角川書店、1988年
- こだまともこ, 渡辺南都子 (訳)『大きな森の小さな家 (講談社文庫. 大草原の小さな家 ; 1)』講談社、1988年
- 山主敏子 (訳)『大きな森の小さな家 (新装少年少女世界名作全集 ; 22)』ぎょうせい、1995年
- 恩地三保子(訳)『大きな森の小さな家 (インガルス一家の物語 ; 1)』福音館書店、1972年、のち福音館文庫、2002年
- 足沢良子(訳)『大きな森の小さな家 (大草原の小さな家シリーズ ; 1)』草炎社、2005年
- 中村凪子 (訳)『大きな森の小さな家 (角川つばさ文庫 ; Eわ2-1)』角川書店、2012年
- こだまともこ, 渡辺南都子 (訳)『大きな森の小さな家 新装版 (講談社青い鳥文庫 ; 53-8. 大草原の小さな家シリーズ)』講談社、2012年
- 安野光雅 (絵)『大きな森の小さな家』朝日出版社、2015年 - 絵本、テキストなし

## 関連文献
- Anderson, William. Laura’s Album: a remembrance scrapbook of Laura Ingalls Wilder. New York: HarperCollins Publishers. 1998. ISBN 0-06-027842-0.
- Anderson, William. Laura Ingalls Wilder: The Iowa Story. Burr Oak, Iowa. The Laura Ingalls Wilder Park and Museum. 2001. ISBN 0-9610088-9-X
- Anderson, William. Prairie Girl: The Life of Laura Ingalls Wilder. New York: HarperCollins Publishers. 2004. ISBN 0-06-028974-0
- Anderson, William. The Little House Guidebook. New York: HarperCollins Publishers. 1996. ISBN 0-06-446177-7
- Garson, Eugenia and Haufrecht, Herbert. The Laura Ingalls Wilder Songbook: Favorite Songs from the Little House Books. New York: HarperCollins Children's Books. 1996. ISBN 0-06-027036-5
- Gormley, Beatrice. Laura Ingalls Wilder: Young Pioneer. New York: Aladdin Paperbacks. 2001. ISBN 0-689-83924-3
- Ward,S. Meet Laura Ingalls Wilder. New York: Rosen Publishing Group. 2001. ISBN 0-8239-5712-8
- Wilder, Laura Ingalls. Dear Laura: Letters From Children To Laura Ingalls Wilder. New York: HarperCollins Publishers. 1996. ISBN 0-06-026274-5
- Wilder, Laura Ingalls. Little House in the Big Woods. New York: HarperCollins Publishers. 1953. ISBN 0-06-026430-6
- Wilder, Laura Ingalls.  A Little House Traveler: Writings from Laura Ingalls Wilder’s Journey Across America. New York: HarperCollins Publishers. 2006. ISBN 0-06-072491-9